# La Lézarde Rivière
La Lézarde Rivière är ett vattendrag i Guadeloupe (Frankrike). Det ligger i den centrala delen av Guadeloupe, 28 km nordost om huvudstaden Basse-Terre.